# Mikevágása
Mikevágása (1899-ig Micsák, szlovákul: Mičakovce) község Szlovákiában, az Eperjesi kerület Felsővízközi járásában.

## Fekvése
Girálttól 2 km-re délre, az Alacsony-Beszkidek déli részén fekszik.

## Története
1390-ben „Mikeuagasa” néven említik először. 1394-ben „Mychkwagasa”, 1414-ben „Michak” alakban szerepel. Csicsva várának tartozéka volt, majd 1493-tól a sztropkói uradalomhoz tartozott. 1720-ban lakatlanként szerepelt a település. 1787-ben 13 háza és 85 lakosa volt.
A 18. század végén Vályi András így ír róla: „MICSAK. Orosz falu Zemplén Várm. földes Ura Kádas Uraság, lakosai görögkatolikusok, fekszik Hanusfalvához 1, Kobulnyiczához 1/2 órányira, hegyes határja három nyomásbéli, zabot, és tatárkát terem, földgye agyagos, és ritka, követses, erdeje bikkes, szőleje nints, rét nélkűl szűlkölködik, piatza Sztropkón, és Hanusfalván.”
1828-ban 15 házában 133 lakosa élt, akik főként földműveléssel, szénégetéssel, vászonszövéssel foglalkoztak.
Fényes Elek 1851-ben kiadott geográfiai szótárában így ír a faluról: „Micsák, orosz-tót falu, Zemplén vmegyében, Karácsonmező fil. 12 r., 78 g. kath., 42 evang., 4 zsidó lak., 240 hold szántófölddel. F. u. többen. Ut. p. Eperjes.”
A 19. század végén sok lakosa kivándorolt. 1920 előtt Sáros vármegye Girálti járásához tartozott.

## Népessége
| Év:            | 1994. | 2004.  | 2014.    | 2024.    |
| -------------- | ----- | ------ | -------- | -------- |
| Emberek száma: | 125   | 124    | 144      | 120      |
| Eltérés:       |       | -0,8 % | +16,12 % | -16,66 % |

| Év:            | 2023. | 2024.   |
| -------------- | ----- | ------- |
| Emberek száma: | 124   | 120     |
| Eltérés:       |       | -3,22 % |

1910-ben 105, túlnyomórészt szlovák lakosa volt.
2001-ben 132 lakosából 131 szlovák volt.
2011-ben 150 szlovák lakta.